# Malattia di Hartnup
La malattia di Hartnup è una malattia genetica rara, che interessa 1 su 15 000 nati vivi, dovuta ad un difetto nell'assorbimento intestinale e renale di alcuni aminoacidi, che si manifesta con caratteristiche simili a quelle della pellagra.
Il nome della malattia deriva dalla famiglia Hartnup, presso quattro membri della quale fu per la prima volta rinvenuta nel 1956.

## Eziologia
La malattia dipende da una mutazione del gene SLC6A19, ereditata dai genitori con modalità autosomica recessiva. Il gene coinvolto è deputato alla sintesi di un trasportatore di membrana detto B0AT1, localizzato nelle cellule dell'intestino tenue (in particolare del digiuno) e del tubulo renale, responsabile del trasporto all'interno della cellula degli aminoacidi neutri, ovvero privi di carica elettrica a pH fisiologico. In questo gruppo rientra la maggior parte degli aminoacidi definiti essenziali, cioè non sintetizzabili dall'organismo.

## Patogenesi
In condizioni normali gli aminoacidi neutri, come il triptofano, derivanti dal metabolismo delle proteine presenti negli alimenti, sono assorbiti nell'intestino mediante il trasportatore di membrana specifico e quindi passano nel sangue. A livello renale vengono completamente filtrati nei glomeruli e successivamente riassorbiti nella prima porzione dei tubuli renali, in quantità pari a circa il 98% del carico filtrato. Entrambi i meccanismi (intestinale e renale) condividono il trasportatore B0AT1: un suo difetto genetico, quindi, comporterà un ridotto assorbimento di aminoacidi dagli alimenti e un'aumentata escrezione di questi ultimi nelle urine. Ne consegue una grave carenza di aminoacidi neutri con conseguente diminuzione della sintesi di alcune molecole biologiche (come la niacina a partire dal triptofano).

## Clinica

### Segni e sintomi
La malattia, diagnosticabile fin dall'età neonatale mediante test genetici, può essere asintomatica o presentarsi con manifestazioni simili a quelle della pellagra, come dermatite da fotosensibilità, atassia, disturbi psichici e diarrea.

### Esami di laboratorio e strumentali
Il riscontro di aminoacidi nelle urine mediante analisi cromatografica, dopo l'esclusione di cause alimentari (grave carenza di aminoacidi nella dieta) consente di distinguere questa malattia dalla pellagra.

## Trattamento
Non potendo agire sulla causa, la terapia consiste nella somministrazione di nicotinamide, che agisce sulle principali manifestazioni cliniche della malattia.